# 로타어 볼츠

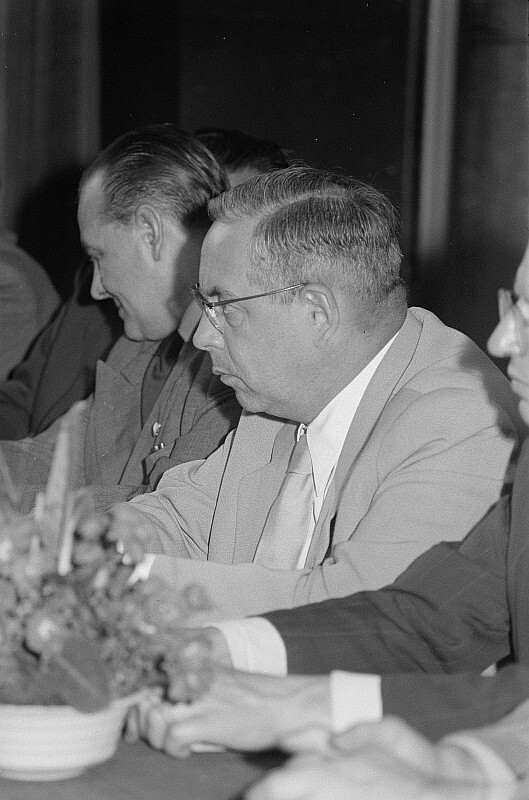
로타어 볼츠

로타어 볼츠(독일어: Lothar Bolz, 1903년 9월 3일 ~ 1986년 12월 29일)는 동독의 정치인이며 1953년부터 1965년까지 동독의 3대 외무장관으로 근무하였다.
글라이비츠(현재의 폴란드 글리비체)에서 태어나 뮌헨 대학교에서 법학, 미술사, 문학사를 전공하였다. 공부를 마치고 변호사로 일하면서 1930년 독일 공산당에 입당하였다.
1933년 나치당이 정권을 잡은 후 변호사 직을 그만두어야 했다. 모스크바로 건너가 마르크스-엥겔스 연구소의 교사직을 찾았다. 1941년부터 1945년까지 독일의 전쟁 포로들을 반파시즘화하는 이른바 반파시즘 학교의 교장을 지냈다.
1947년 독일로 귀국하여 독일 통일사회당에 입당하였으나 그는 1948년 공산주의를 후원하던 독일 국민민주당을 창당하였다. 많은 국민민주당의 당원들은 전 나치당원들과 전 베르마흐트 장교들이었으며 1972년까지 볼츠는 그 당의 의장을 지냈다.
1949년 인민 의회 의원이 되었고 그 해부터 1953년까지 재건부 장관을 지냈다. 1950년부터 1967년까지 볼츠는 독일 민주 공화국의 부총리들 중의 하나였다.
1953년 안톤 아커만의 뒤를 이어 외무장관이 되었으며 1965년까지 그 직에 있었다. 1950년부터 사망할 때까지 그는 국민 전선 최고 회의 간부회의 단원이었으며 1968년부터 1978년까지 독소 우호회 의장 직무 대행을 맡기도 하였다.